# Yosuke Nishi
Yosuke Nishi (西 洋祐 Nishi Yosuke?, nacido el 12 de mayo de 1983 en Miyagi) es un exfutbolista japonés. Jugaba de centrocampista y su último club fue el Grulla Morioka de Japón.

## Trayectoria

### Clubes
| Club           | País  | Año         |
| -------------- | ----- | ----------- |
| Vegalta Sendai | Japón | 2002 - 2004 |
| Grulla Morioka | Japón | 2005 - 2006 |
| Sony Sendai    | Japón | 2007 - 2008 |
| Grulla Morioka | Japón | 2009 - 2011 |